# Ernst IV av Gleichen
Ernst IV av Gleichen, född på 1200-talet, död på 1270-talet, var en riddare och greve.

## Biografi
Ernst IV av Gleichen var son till greve Lambert II av Gleichen och Sofia. Han flyttade i mitten av 1200-talet till Danmark och nämns 1250 som riddare. Ernst var en av de som var framträdande 1259 i Erik Klippings förmyndarregering, jämte änkedrottningen Margareta Sambiria av Pommerellen. Han flyttade tillbaka omkring 1267 till Erfurt och nämns sista gången 18 oktober 1271. Ernst avled hos sin bror biskopen Herman av Kammin i Stolp, före 16 maj 1277.

### Familj
Ernst gifte sig första gången med Ingeborg Petersdotter, dotter till Peter Strangesen (en halv ulv, sammansatt med en huvudlös örnkropp) och Ingeborg i Kalundborg.
Han gifte sig andra gången med Margareta Olovsdotter, dotter till munskänken Olov Ebbesen (två gula hjorthorn) hos Valdemar Sejr. Hon var änka efter den danska stormannen Tage. Ernst och Margareta Olovsdotter fick tillsammans riddaren och riksrådet greve Henrik IV av Gleichen.